# Michipicoten

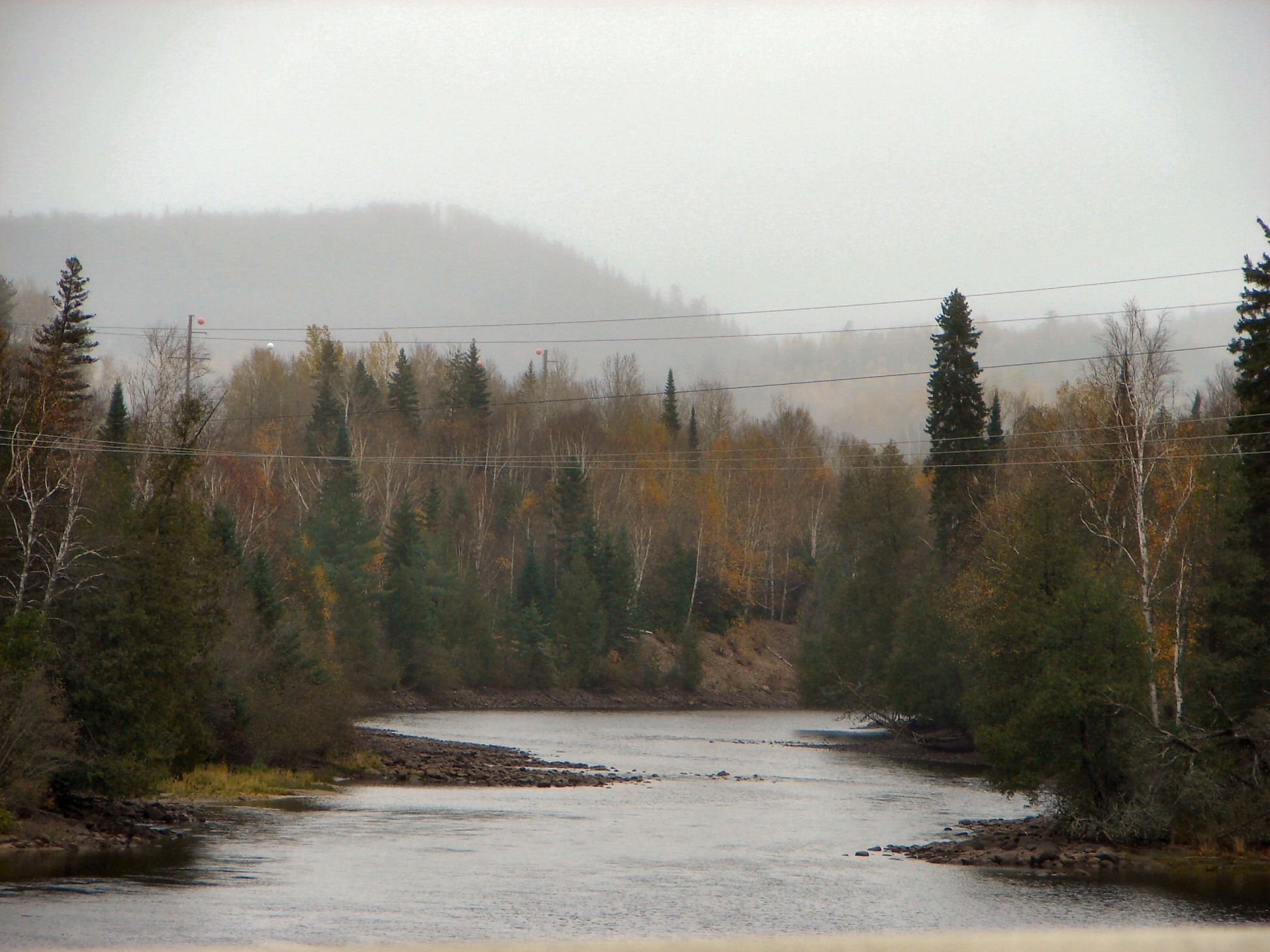
Der Michipicoten-Fluss vom Highway 101 gesehen

Michipicoten ist der Name eines Flusses in der kanadischen Provinz Ontario, der Name einer First Nation, nämlich der Michipicoten First Nation, die zu den Anishinabe gehört, und eines Ortes (Michipicoten Harbour). Als Gebiet wird es als Michipicoten oder Michipicoten Area bezeichnet.

## Geschichte

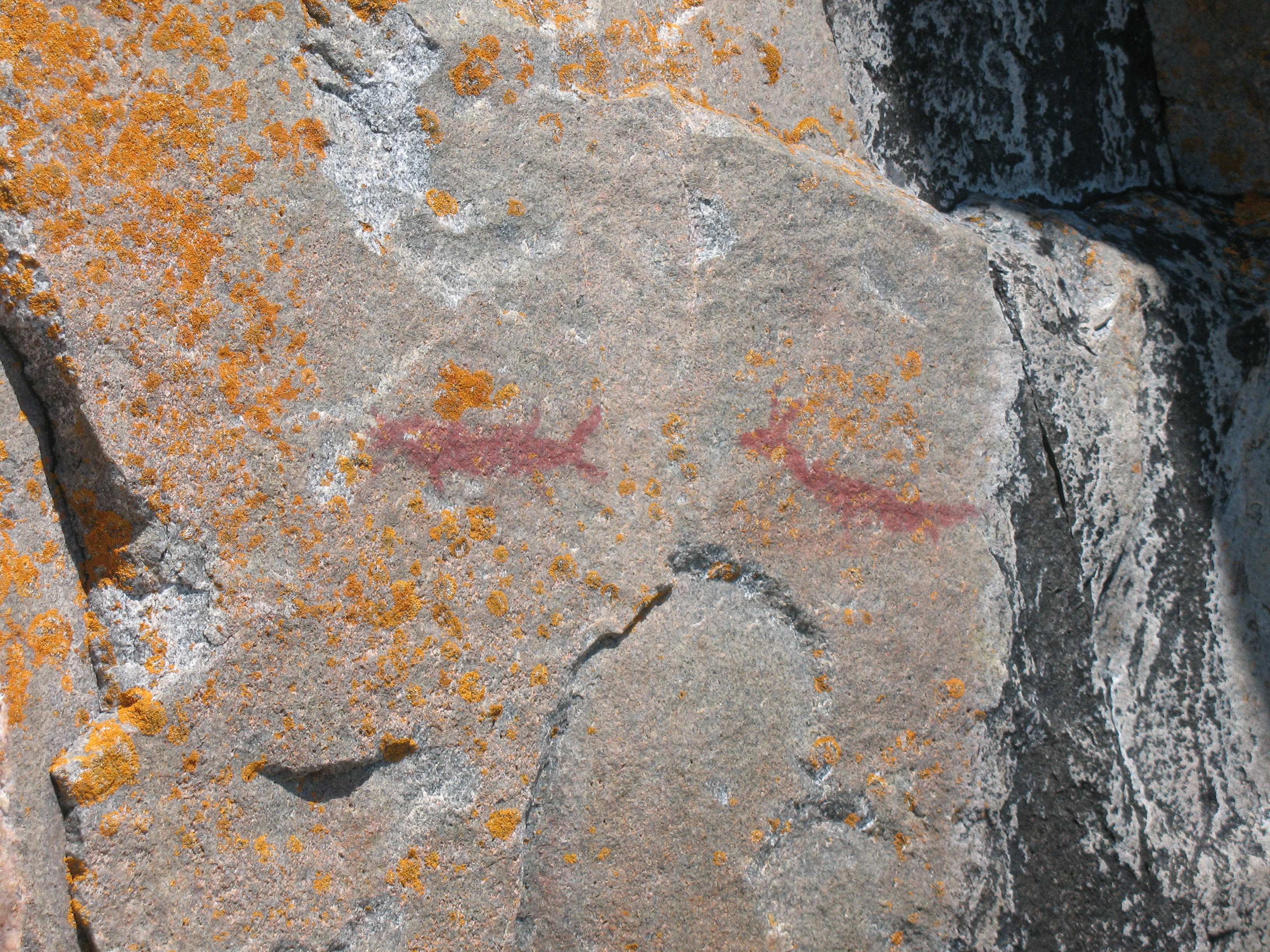
Felszeichnungen unweit des Agawa Rock am Oberen See, H.-J. Hübner 2010

Ab dem 12. Jahrhundert v. Chr. lassen sich vier Sommerlager nachweisen, die sich am Michipicoten Harbour und am Zusammenfluss von Michipicoten und Magpie River befanden. Sie bestanden dort bis 1894.
Am Zusammenfluss von Magpie und Michipicoten errichteten französische Pelzhändler zwischen 1717 und 1725 einen ersten Handelsposten. Nach dem Abzug der Franzosen 1763 folgten unabhängige Pelzhändler, die sich ab 1783 in der North West Company organisierten. 1797 errichtete die konkurrierende Hudson’s Bay Company einen Posten auf der gegenüberliegenden Seite des Flusses, der jedoch nur bis 1802 bestand. 1816 bis 1821 unterhielt die Gesellschaft erneut einen Posten.
Nach der Übernahme der Konkurrenz im Jahr 1821 räumte die Hudson’s Bay Company ihren Posten und übernahm die Gebäude der North West Company. Von etwa 1827 bis 1887 war der Handelsposten das Hauptquartier für den Handel am Oberen See. Außenposten bestanden an der Batchawana Bay und an der Mündung des Agawa River. 1895 galt der Posten als unprofitabel, endgültig aufgegeben wurde er jedoch erst 1904.
1850 unterzeichneten die Michipicoten Ojibway, wie zahlreiche andere Anishinabe-Stämme, den sogenannten Robinson-Vertrag (Robinson Treaty). Für die Michipicoten unterzeichnete der Häuptling (Chief) Totomenai.  Die lokalen Indianer wurden gezwungen, ihr Dorf zu verlassen, und an den Standort der Missionsstation zu ziehen. So entstand die Gros Cap Indian Reserve, die heutige Michipicoten Indian Reserve. Wahrscheinlich tauchten bereits in den 1820er Jahren Missionare auf, doch die Sainte Margaret-Mary Church lässt sich erst ab 1879 nachweisen. Die Kirche wurde bis etwa 1960 genutzt. Am Michipicoten-Handelsposten wurde im April 1833 Louisa Mackenzie beerdigt, die Frau von Angus Bethune und Urgroßmutter von Norman Bethune. Sie war zugleich eine Großcousine von Alexander Mackenzie. Angus Bethune war der Chief Factor von Fort Michipicoten.
Mit dem Bau der Canadian Pacific Railway ab 1881 wurde die Missionsstation und der Posten der Hudson’s Bay Company zu einem wichtigen Sammelpunkt für Material und zum Wohnort für die Arbeiter entlang der Strecke von Cartier zum White River. Gold und Eisen lockten zudem Goldsucher und Explorationsunternehmen in die Region. 1899 entstand ein Abzweig von der Canadian Pacific Railway, die Algoma Central Railway, und verband die Helen Mine mit dem Hafen. Zugleich entstand am Hafen ein erster Ort, der von Angestellten der Eisenbahn bewohnt war.
Als William Teddy und seine Frau, die beide Michipicoten-Ojibway waren, 1897 Gold am Südufer des Wawa Lake entdeckten, kam es bis 1906 zu einem Goldrausch, 1898 bis 1918 wurde zudem von Ben Boyer Eisenerz abgebaut. Der See auf einem Hügel nördlich des Wawa Lake erhielt den Namen Boyer Lake.
Francis Hector Clergue, der auch für die Wirtschaftsentwicklung von Sault St. Marie eine wichtige Rolle spielte, eröffnete eine Mine, die er nach seiner Schwester Helen benannte. Im Jahr 1900 entstand der Michipicoten Mining District. Innerhalb kürzester Zeit lebten rund tausend Männer im Ort, nur wenige Frauen. Es entstanden die Grade Mine, die Nonwalk, die Grace Gold, die Diamond Jubilee, die Kitchegami und die Golden Reed Mines. Zwischen der Helen Mine und dem Hafen entstand eine rund 20 km lange Eisenbahnstrecke. Die größte Eisenerzmine Kanadas unterhielt ab 1900 einen eigenen Dampfer auf dem Oberen See und versorgte die Algoma Steel Corporation mit Eisen. Weitere Minen, wie die Goudreau- und die Magpie-Mine, entstanden rund 20 km nördlich der Helen-Mine. 1918 und 1921 waren die Erzreserven der Helen- und der Magpie-Mine allerdings erschöpft. Danach wurde der Ort zu einer Geisterstadt. Die Bevölkerungszahl brach von 1.001 im Jahr 1911 auf 101 im Jahr 1921 zusammen. Im Juli 1921 zerstörte ein Waldbrand zudem große Teile von Wawa und die Helen-Mine.
1904 hatte man unter Leitung von D.B. Detweiler aus Berlin (heute Kitchener) bei High Falls am Michipicoten River einen Stausee gebaut, um dort Strom zu gewinnen. Ab 1907 wurde der Strom an die Goldminenbetreiber geliefert, später an die Helen-Mine. Die Magpie-Mine wurde hingegen durch einen eigenen Damm an den Steephill Falls am Magpie River versorgt. Dieser Damm versorgte die drei großen Minen der Region mit Strom von 1909 bis 1924.
Wichtigster Verbindungsweg neben der Eisenbahn blieb der Obere See, auf dem regelmäßig die beiden 1903 und 1904 gebauten Schiffe Manitou und Caribou verkehrten. Sie gehörten der Dominion Transportation Company, die der Chicagoer Booth Fisheries Corporation gehörte. Doch transportierte sie neben Passagieren und Fischen auch allen sonstigen Lebensbedarf, inklusive Vieh. Die beiden Schiffe verkehrten bis 1939 bzw. 1946.
Als der Gold- und Eisenabbau in industriellem Maßstab in den 1920er Jahren wieder aufgenommen wurde und 1937 die Helen-Mine wieder eröffnete, wuchs der nun Wawa genannte Ort rapide. Bereits 1926 war die Grace-Mine wieder eröffnet worden, es folgten neue Minen, wie die Jubilee, Minto, Darwin und die Parkhill Mine sowie weitere zehn Minen. Auch entstanden neue Orte, wie Parkhill, doch sobald die Minen erschöpft waren, oder die Weltmarktpreise zu niedrig, wurden sie verlassen. Die Kirche von Parkhill wurde nach Wawa versetzt.
Am 17. September 1960 wurde die erste Straßenverbindung eingeweiht.